# Иж Юпитер-2

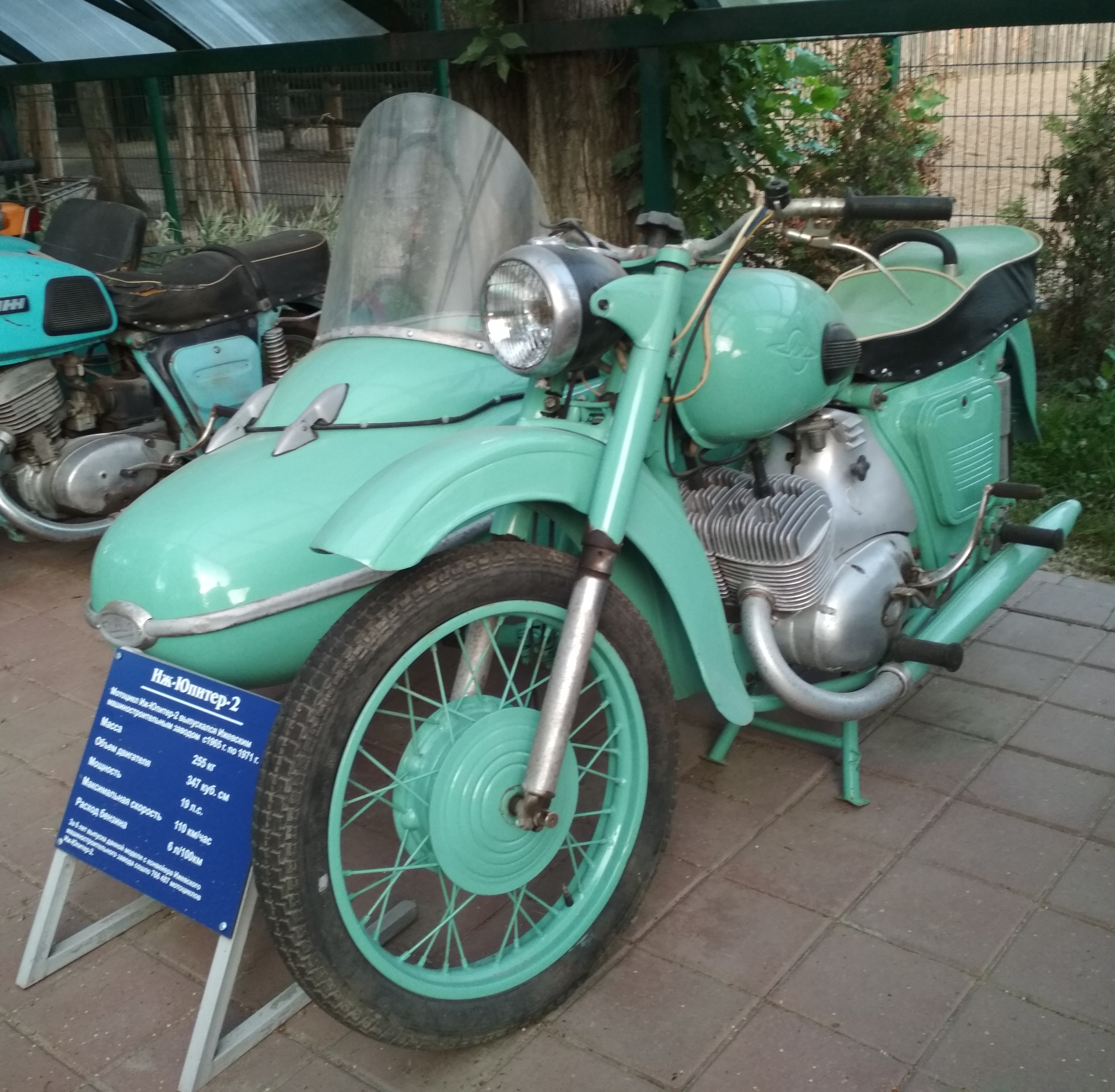
Мотоцикл Иж Юпитер-2 в коллекции Нижегородского зоопарка "Лимпопо"

Иж Юпитер-2 — дорожный мотоцикл среднего класса, предназначенный для езды по дорогам с разным покрытием. Выпускался Ижевским машиностроительным заводом. Являлся продолжением серии мотоциклов «Иж Юпитер», производился с 1965 по 1971 год. Тогда перед инженерами стояла задача сделать новый мотоцикл с двухцилиндровым двигателем.
Размер шин 3.25 /19
Мотоцикл получился довольно мощным (19 л.с.), рабочий объём двигателя мотоцикла составлял 347 см³. Аккумулятор был свинцовый (электролит — серная кислота), напряжение 6 вольт.
Всего выпущено 766 487 экз.

## Технические характеристики
- Двигатель
  - Число цилиндров: 2
  - Тип двигателя: бензиновый
  - Число тактов: 2
  - Система газораспределения: поршень
  - Система охлаждения: воздушная, потоком набегающего воздуха
    - Диаметр цилиндра: 61,75 мм

  - Ход поршня: 58 мм
  - Рабочий объём: 347 см3
  - Максимальная мощность: 19 л.с.
  - Степень сжатия: 6,7-7,0
  - Число карбюраторов: 1
  - Система питания: Карбюратор К-36Ж
  - Топливо для двигателя: смесь бензина и масла в пропорции 25:1 (для обкатанного мотоцикла) и 20:1 (в период обкатки).
- Трансмиссия
  - Число передач: 4
  - Наличие заднего хода: нет
  - Тип привода на заднее колесо: цепью
- Ходовая часть
  - Тип подвески переднего колеса: телескопическая обычного типа
  - Тип подвески заднего колеса: маятниковая с двумя амортизаторами
  - Тип тормоза переднего колеса: барабанный
  - Тип тормоза заднего колеса: барабанный
  - База: 1 430 мм
  - Длина: 2 130 мм
  - Дорожный просвет: 135 мм
  - Сухая масса: 185 кг
  - Максимальная скорость: 113 км/час
  - Расход топлива: 3.1 при скорости 60 км/ч л на 100 км
  - Объем бензобака: 18 л
  - Размер колёс: 3,25-19"
- Заправочные нормы и ёмкости (в литрах)
  - Топливный бак: 18
  - Коробка передач: 1 л
  - Ванна воздухофильтра: 0,2
  - Передняя вилка (в каждое перо): 0,15
  - Амортизаторы заднего колеса (в каждый): 0,06
  - Полость маховика: 0,1; 0,15
- Электрооборудование
  - Зажигание батарейное контактное
  - Катушка зажигания ИЖ-56 сб. 39
  - Свечи А11У
  - Аккумулятор 3МТ-6 (6 В, 6 А·час)
  - Генератор Г-36М8 (6 В, 45 Ватт)
  - Реле-регулятор РР-1
  - Сигнал С-37
  - Фара ФГ-38Г
  - Задний фонарь ФП-220
  - Включатель стоп-сигнала ИЖ сб. 38-0
  - Переключатель света с кнопкой звукового сигнала П-2

## Модификации
- Иж Юпитер-2К — модификация с боковым прицепом (коляской). Максимальная скорость 87 км/ч, сухой вес 253 кг. Подвеска колеса коляски — торсионная, кузова коляски — пружинная.
- 1967 год — юбилейный вариант Иж Юпитер-2, выпущенный к 50-летию Октябрьской революции.
- В 1971 году вышла переходная модель, которая имела колёса на 18 дюймов, крышки бардачков с надписью «Юпитер-2»